# 遠鉄石油
遠鉄石油株式会社（えんてつせきゆ）は、遠鉄グループの企業の一つ。静岡県浜松市中央区に本社を置いている。

## 保有店舗
ENEOSブランドの直営サービスステーション10店舗と洗車専門店2店舗、販売店1店舗を展開する。

### 店舗一覧
| 直営セルフ店                   | 直営セルフ店     | 直営セルフ店                  |
| 店名                           | 併設施設         | 住所                          |
| ------------------------------ | ---------------- | ----------------------------- |
| 富塚SS                         |                  | 浜松市中央区富塚町209-208     |
| EneJet飯田SS                   |                  | 浜松市中央区下飯田町字八幡555 |
| EneJet森田SS                   |                  | 浜松市中央区西浅田1-2-10      |
| EneJet柳通り新津SS             | ドトールコーヒー | 浜松市中央区新津637-1         |
| EneJet上島SS                   | ドトールコーヒー | 浜松市中央区上島6-1-39        |
| 内野SS（プライベートブランド） |                  | 浜松市浜名区内野4575          |
| EneJet浜松赤松坂SS             | セブン-イレブン  | 浜松市中央区東三方町281-3     |
| EneJet浜松三幸北SS             | セブン-イレブン  | 浜松市中央区三幸町441-1       |
| EneJetセルフ磐田見付権現SS     |                  | 磐田市見付5074-4              |
| 直営洗車専門店                 |                  |                               |
| KeePer PRO SHOP森田店          |                  | 浜松市中央区森田町16-1        |
| KeePer PRO SHOP住吉バイパス店  |                  | 浜松市中央区小豆餅2-11-27     |
| 販売店                         |                  |                               |
| 株式会社佐籐石油               |                  | 掛川市富部西ノ谷220-3         |

## 特徴
社名に石油と入っている通り、石油販売（ガソリンスタンド）やガソリンなどの販売をしているが、その他にも
- 家庭用プロパンガスやリフォーム[6][7]
- 工業用潤滑油や重油[8]
- 宅配水のアクアクララ遠鉄の運営[9]

など幅広く商品展開している。

## 沿革
- 1963年（昭和38年）
  - 6月1日 - モービル石油と遠鉄商事において代理店契約締結[4]。
- 1973年（昭和48年）8月1日 - 遠鉄商事より遠州鉄道石油部へ石油製品販売部門を営業譲渡[3]。
- 1985年（昭和60年）
  - 2月26日 - 遠鉄石油設立[3]。代表取締役は青葉之宏、資本金は三千万円[4][10]。
  - 4月1日 - 遠州鉄道より石油製品販売部門を営業譲受[4]。
- 1986年（昭和61年）
  - 7月1日 - 液化石油ガスの販売開始[4]。
- 1988年（昭和63年）
  - 3月22日 - 本社を流通元町（現住所）に新築移転[4]。
  - 8月1日 - 給油所をサービス・ステーション（略称SS）に名称変更[4]。
- 1992年（平成4年）5月11日 - 三菱との販売契約一号店となる豊橋立岩SS営業開始[4]。
- 1994年（平成6年）10月1日 - 資本金を五千万円に増資[10]。
- 2002年（平成14年）10月1日 - 資本金を一億円に増資[10]。
- 2008年（平成20年）11月20日 - 洗車専門店「キーパープロショップ森田店」営業開始[4]。
- 2009年（平成21年）8月3日 - 一般貨物自動車運送事業認可（緑ナンバー取得）[10]。
- 2010年（平成22年）4月1日 - 車買取販売業・レンタカー事業開始[10]。
- 2011年（平成23年）
  - 2月10日 - 損害保険代理店業開始。
  - 6月6日 - 消防庁長官賞受賞（危険物安全協会）[10]。
- 2012年（平成24年）7月1日 - アクアクララ遠鉄営業開始[4]。
- 2023年（令和5年）
  - 1月31日 - レンタカー事業廃止[4]。
  - 8月4日 - 洗車専門店「キーパープロショップ住吉バイパス店」営業開始[4]。